# Stortjärnen (Särna socken, Dalarna, 685695-135323)
Stortjärnen är en sjö i Älvdalens kommun i Dalarna och ingår i Dalälvens huvudavrinningsområde.